# Kasztília és León
Kasztília és León (spanyolul Castilla y León [kasztilja-i-léon] ) autonóm közösség Spanyolország északnyugati részén, a történelmi León és Kasztília királyságok egyesítésével jött létre.
Évtizedek óta viszont törekvések folynak arra, hogy León Kasztíliától különálló autonóm spanyol közösséggé válhasson, amit ráadásul a leóni lakosság nagy többsége, valamivel több mint 80%-a támogat is, sőt még a spanyol közvélemény többsége (közel 55%) sem zárkózik el egy Leóni autonóm közösség létrehozásától.

## Közigazgatása

Kasztília és León tartományai

Az autonóm közösség 9 tartományra (provincias) oszlik, amelyben összesen 2 248 önkormányzat (municipios) található: 
- Ávila – közigazgatási székhelye: Ávila, településeinek száma: 248,
- Burgos – közigazgatási székhelye: Burgos, településeinek száma:371,
- León – közigazgatási székhelye: León, településeinek száma:211,
- Palencia – közigazgatási székhelye: Palencia, településeinek száma:191,
- Salamanca – közigazgatási székhelye: Salamanca, településeinek száma:362,
- Segovia – közigazgatási székhelye: Segovia, településeinek száma:209,
- Soria – közigazgatási székhelye: Soria, településeinek száma:183,
- Valladolid – közigazgatási székhelye: Valladolid, településeinek száma:225,
- Zamora – közigazgatási székhelye: Zamora, településeinek száma:248.